# Liste des maires de Plourivo
La liste des maires de Plourivo présente la liste des maires de la commune française de Plourivo, située dans le département des Côtes-d'Armor en région Bretagne.

## Liste des maires

### Entre 1790 et 1945
| Période           | Période           | Identité                   | Étiquette | Qualité |
| ----------------- | ----------------- | -------------------------- | --------- | --- |
| 31 janvier 1790   | 13 juin 1790      | Nicolas Armez du Poulpry   |           | Abbé du Poulpry en 1784 Seigneur du Bourblanc Député des Côtes-du-Nord (1815) Président du conseil général (1803 → 1808)                                                                                |
| 25 juillet 1790   | 23 octobre 1801   | Louis-Marie Armez du Ruclé |           | Commandant de la Garde nationale de Plourivo Seigneur de Lannevez Neveu de Nicolas Armez, premier maire de Plourivo                                                                                     |
| 23 octobre 1801   | 20 décembre 1801  | Yves Le Goff               |           | |
| 20 décembre 1801  | 10 août 1802      | Yves Richard               |           | Propriétaire |
| 10 août 1802      | 10 septembre 1815 | Louis Le Vay               |           | Cultivateur |
| 10 septembre 1815 | 13 décembre 1819  | Ollivier Féger             |           | Ménager |
| 29 mars 1820      | 4 décembre 1820   | Guillaume Le Gonidec       |           | |
| 4 décembre 1820   | 19 juillet 1821   | Jacques Nicolas            |           | |
| 19 juillet 1821   | 12 août 1821      | François Richard           |           | Propriétaire-cultivateur Fils d'Yves Richard, maire de 1801 à 1802 |
| 12 août 1821      | 7 novembre 1821   | Joseph Grégoire Ernault    |           | |
| 7 novembre 1821   | juin 1831         | Prosper Le Vay             |           | Cultivateur |
| juin 1831         | 1832              | Pierre Le Gonidec          |           | Laboureur |
| 1832              | 1871              | Charles Armez du Ruclé     |           | Propriétaire Député des Côtes-du-Nord (1834 → 1848) Fils de Louis-Marie Armez, maire de 1790 à 1801 Chevalier de la Légion d'honneur                                                                    |
| 1871              | 18 septembre 1917 | Louis Armez du Ruclé       | Rad.      | Armateur, ingénieur civil Député des Côtes-du-Nord (1876 → 1885 et 1889 → 1917) Conseiller général de Paimpol (1870 → 1917) Président du conseil général (1898 → 1902 et 1910 → 1917) Fils du précédent |
| 1917              | 13 décembre 1919  | François Prigent           |           | Propriétaire-cultivateur |
| 13 décembre 1919  | 2 juillet 1922    | Honoré Janvier             |           | Officier de marine |
| 2 juillet 1922    | 1928              | François Prigent           |           | Propriétaire-cultivateur |
| 19 mai 1929       | 19 mai 1935       | Honoré Janvier             |           | Officier de marine |
| 19 mai 1935       | 1er octobre 1944  | Pierre Labbé               |           | Cuitivateur |

### Depuis 1944
Depuis la Libération, huit maires se sont succédé à la tête de la commune.
| Période          | Période                   | Identité          | Étiquette | Qualité |
| ---------------- | ------------------------- | ----------------- | --------- | --- |
| 1er octobre 1944 | 10 mai 1953               | Georges Kerbellec | PCF       | Représentant de commerce, résistant FTP Président de la délégation spéciale |
| 10 mai 1953      | 17 juillet 1966 (décès)   | Yves Lagadec      | Rad.      | |
| 17 juillet 1966  | 24 mars 1977              | Jean Goanvic      |           | |
| 24 mars 1977     | 22 juin 1995              | Pierre L'Hostis   | UG        | Ancien officier de la Marine marchande |
| 22 juin 1995     | 23 mars 2001              | Claude Le Tréou   | DVG       | Instituteur |
| 23 mars 2001     | 16 mars 2008              | Alain Le Guyader  | PS        | Ergothérapeute Conseiller général de Paimpol (2004 → 2011) |
| 16 mars 2008     | 11 mars 2017,             | Michel Raoult     | EELV      | Conseiller emploi ANPE retraité Premier adjoint au maire (1995 → 2001) 7e vice-président de la CC Paimpol-Goëlo (2008 → 2014) Réélu en 2014 Démissionnaire pour raisons de santé       |
| 11 mars 2017,    | En cours (au 27 mai 2020) | Véronique Cadudal | DVG       | Avocate Première adjointe au maire (2014 → 2017) Conseillère départementale de Paimpol (2021 → ) 2e vice-présidente du conseil départemental (2021 → ) Réélue pour le mandat 2020-2026 |

Pierre L'Hostis qui fut maire pendant trois mandats successifs, a reçu le titre de maire honoraire des mains de son successeur, Claude Le Tréou, en 1997.